# سوزانا سان
سوزانا سان (انگلیسی: Suzanna Son؛ زادهٔ ۳۱ اکتبر ۱۹۹۵) بازیگر، موسیقی‌دان و مدل آمریکایی است که به خاطر ایفای نقش در موشک قرمز شناخته می‌شود. او در مجموعه تلویزیونی آیدل در کنار د ویکند و لی‌لی-رز دپ بازی کرده‌است.